# یام‌گولد

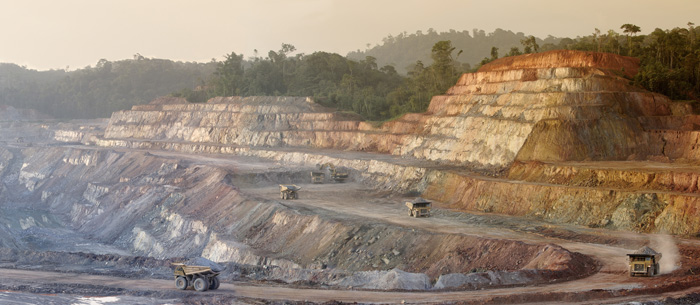
معدن رزبل در سورینام، متعلق به شرکت آی‌ام‌گولد

یام‌گولد (به انگلیسی: Iamgold) شرکت استخراج معدن کانادایی است، که در زمینه اکتشاف و استخراج طلا و نیوبیم، همچنین تولید کانی‌هایی مانند: فلدسپات، مگنزیت، سیدریت، آنکریت، پیریت، کالکوپیریت، آرسنوپیریت، مگنتیت، موسکویت، اسفالریت، آپاتیت، پیروکلر، کوارتز و سنگ سماق فعالیت می‌کند.
شرکت یام‌گولد در سال ۱۹۹۱ توسط مارک ناتانسون و ویلیام پاگلیس تأسیس شد و در حال حاضر دارای عملیات در کشورهای آفریقای غربی، مالی، سورینام، گویان فرانسه، اکوادور، بوتسوانا، بورکینافاسو، زیمبابوه و سنگال می‌باشد.
دفتر مرکزی این شرکت در شهر تورنتو، کانادا قرار دارد و بخشی از سهام آن در بازارهای بورس نیویورک و بورس تورنتو معامله می‌شود. در سال ۲۰۱۲ شرکت یام‌گولد در فهرست فوربز جهانی ۲۰۰۰ در رتبه ۱۶۵۸ از بزرگترین شرکت‌های عمومی جهان قرار داشت.